# Repubblica islamica

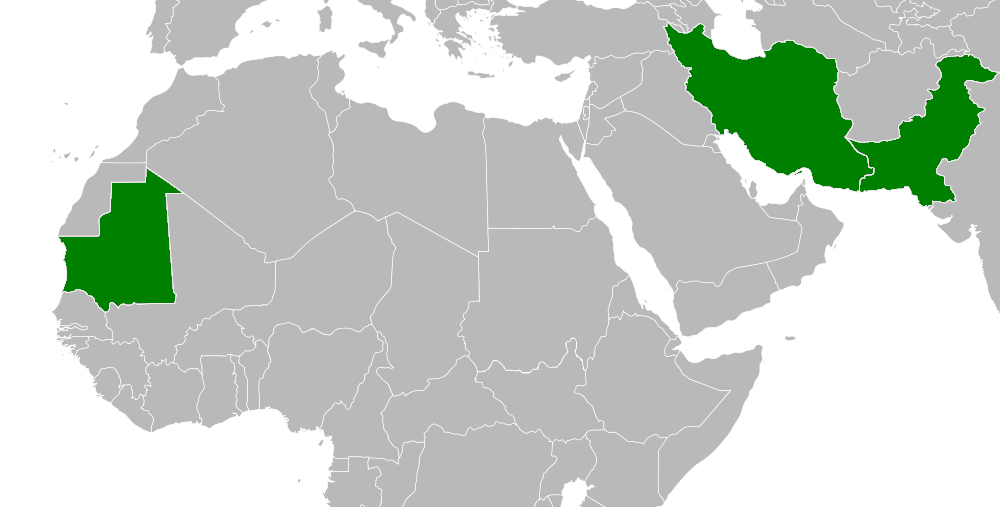
Mappa che mostra gli Stati che hanno il titolo "Repubblica islamica" nel loro nome ufficiale.

Una repubblica islamica è una forma di governo, attualmente presente in Iran, Pakistan e Mauritania. 
Di per sé, la denominazione "repubblica islamica" non ha un significato univoco. Una repubblica è islamica nel momento in cui è la sua Costituzione a definirla tale. Dal punto di vista istituzionale, infatti, la fenomenologia delle repubbliche islamiche non consente di determinarne elementi comuni a tutte. Così, la Costituzione mauritana del 1961 prevedeva soltanto che l'Islam fosse religione di Stato; la Costituzione pakistana del 1956 imponeva invece la conformità della legislazione all'Islam, demandando al Parlamento il compito di vagliare questa conformità; e infine la Costituzione iraniana del 1979 ha creato un complesso sistema in cui l'islamicità dello Stato, e quindi anche dell'ordinamento, è tutelata da una serie di istituzioni dotate di ampi e considerevoli poteri: la Guida Suprema, il Consiglio di Vigilanza, il potere giurisdizionale. 
Solo in Iran è presente una maggioranza di sciiti duodecimani, mentre nelle altre repubbliche islamiche la maggioranza religiosa è composta da sunniti. In questi stati la legislazione è almeno in parte basata sulla legge islamica. In Iran il governo è sottoposto all'autorità degli alti religiosi musulmani sciiti (ayatollah).

## Stati che adottano o che hanno adottato la Repubblica islamica come forma di governo

### Stati che attualmente sono repubbliche islamiche
| Stato      | Data di adozione |
| ---------- | ---------------- |
| Iran       | 1º aprile 1979   |
| Mauritania | 28 novembre 1960 |
| Pakistan   | 23 marzo 1956    |

### Stati che hanno adottato in passato la repubblica islamica come forma di governo
- Gambia (2015-2017). È ora una Repubblica presidenziale
- Repubblica Cecena di Ichkeria (1996-2000). È oggi una Repubblica della Russia.
- Repubblica Federale Islamica delle Comore (1978-2001). È oggi una Repubblica presidenziale federale
- Prima Repubblica del Turkestan orientale (1933-1934). Oggi il suo territorio fa parte dello Xinjiang, regione autonoma della Cina.
- Repubblica Islamica dell'Afghanistan (2004-2021). È oggi de facto un Emirato Islamico sotto una dittatura totalitaria, tuttavia de iure la Repubblica Islamica dell'Afghanistan esiste ancora ed opera in esilio.

## Il modello iraniano
Nel 1979, in Iran salì al potere, con la Rivoluzione islamica, l'ayatollah Ruhollah Mosavi Khomeyni, uno tra i più insigni esponenti della gerarchia "clericale" (marja' al-taqlid) della comunità sciita, il quale, postosi al vertice del processo costituente rivoluzionario, accompagnò il Paese verso l'instaurazione di una Repubblica Islamica: una denominazione scelta tramite un referendum popolare che si svolse il 30 e 31 marzo 1979.
Dalla Rivoluzione del 1979 la Guida Suprema è il rahbar o, in sua assenza, un consiglio di capi religiosi. Vengono scelti da un'assemblea di esponenti religiosi sulla base del loro curriculum e del grado di stima goduto presso la popolazione. La Guida Suprema nomina i sei membri religiosi del Consiglio dei Guardiani, composto da 12 membri, che ha il compito di approvare le candidature alla Presidenza della Repubblica e certificare la loro competenza e quella del Parlamento, al pari delle più alte cariche giudiziarie. Egli è inoltre comandante in capo delle forze armate.
A capo dello Stato vi è il Presidente, eletto a maggioranza assoluta con suffragio universale. Il suo mandato ha durata quadriennale e vigila sul buon andamento del potere esecutivo. Dopo la sua elezione, il Presidente nomina e presiede il Consiglio dei Ministri, coordina le decisioni del governo e seleziona le decisioni governative da sottoporre al parlamento. Il Parlamento iraniano, monocamerale e chiamato Assemblea Consultiva Islamica, è composto da 290 membri, eletti con voto diretto e segreto, anch'essi con mandato quadriennale.
Tutta la legislazione deve essere vagliata, prima dell'entrata in vigore, dal Consiglio dei Guardiani in base al principio della cosiddetta vilāet-e faqih, ossia la "tutela del giurisperito", per controllare che le leggi non siano in contrasto col Corano e la dottrina islamica, nell'accezione propria dello sciismo duodecimano. I sei membri laici del Consiglio, giuristi nominati dal Parlamento, si pronunciano solo sulla costituzionalità delle leggi, mentre i sei membri religiosi esaminano la loro conformità con i dettami islamici.